# Love music
《Love music》為日本富士電視台於2015年4月15日至2023年9月18日播出的音樂節目。原來的節目名稱為《水曜歌謡祭》，2015年10月16日以後，將節目橅稱變更為現在的條目名稱。

## 播出時間
| 放送日期                       | 放送時間（UTC+9）                    |
| ------------------------------ | ------------------------------------ |
| 2015年04月15日－2015年09月02日 | 每週星期三 19:57 - 20:54（約57分鐘） |
| 2015年10月16日－2017年04月07日 | 每週星期五 23:30 - 23:58（約28分鐘） |
| 2017年04月17日－2023年03月20日 | 每週星期一 00:30 - 01:25（約55分鐘） |
| 2023年04月10日－2023年09月18日 | 每週星期一 00:30 - 00:55（約25分鐘） |

## 出演人員

### 主持人
| 時間                           | 主持人   | 主持人 |
| ------------------------------ | -------- | ------ |
| 2015年04月15日－2020年06月08日 | 森高千里 | 渡部建 |
| 2020年06月15日－2023年09月18日 | 森高千里 |        |

## 外部連結
- 水曜歌謡祭 （页面存档备份，存于） （日語）－官方網站
- Love music （页面存档备份，存于） （日語）－官方網站
- Love music （页面存档备份，存于） （日語）－Twitter
- Love music （页面存档备份，存于） （日語）－Instagram